# حسن كامي
حسن كامي، (14 أكتوبر 1936 - 14 ديسمبر 2018) هو ممثل ومغني أوبرا مصري.

## حياته
حسن كامي محمد علي، ولد في 14 أكتوبر 1936م وتوفي في 14 ديسمبر 2018م، درس في مدارس «الجيزويت»، وحصل على ليسانس الحقوق من جامعة القاهرة، بعدها انتقل إلى معهد الكونسرفتوار لأنه أحب الأوبرا منذ دخلها أول مرة في سن 11 عاماً، وكان يرغب أن يصبح مغنياً أوبرالياً رغم أن صوته على حدّ قوله كان سيئاً وطالما سخر منه رفاقه لهذا السبب، حتى حصل على الدراسات العليا من إيطاليا.
شارك أيضاً في العديد من المسلسلات والأفلام والمسرحيات.

## مسيرته
بدأ حياته العملية بدار أوبرا القاهرة منذ سنة 1963، وعمل إلى جانب ذلك موظف حجز ومبيعات شركة الكرنك للسياحة 1958-1961، ثم مدير محطة طيران في الشرق الأوسط بمطار القاهرة 1961-1968، رئيس شركة بون فوياج للسياحة 1977[بحاجة لمصدر]، مدير وممثل الخطوط الجوية التونسية 1968-1977، وكيل عام الخطوط الجوية الأمريكية [بحاجة لمصدر].
قام بدور البطولة في "أوبرا عايدة على مسارح الاوبرا في الاتحاد السوفيتي 1974. قام بغناء دور البطولة في 270 أوبرات عالمية على مدى 24 عاما في البلاد التالية: إيطاليا، الاتحاد السوفيتي، بولندا، فرنسا، الولايات المتحدة، اليابان، كوريا، الدنمارك.
حصل على الجائزة الثالثة العالمية في الغناء الاوبرالي من إيطاليا 1969، الجائزة الرابعة العالمية 1973، الجائزة السادسة من اليابان 1976، شهادة التقدير من السياحة والطيران المدني 1976، الميدالية الذهبية، الجائزة الأولى في مهرجان موسيقى الألعاب الأولمبية بسول بكوريا الجنوبية 1988
اكتشفه للمسرح محمد نوح ليعمل في مسرحية انقلاب. وتلتها عده مسرحيات منها دلع الهوانم، وولا مؤاخذة يا منعم. كما عمل في عدة مسلسلات، وامتلك وأدار مكتبة تبيع الكتب القديمة في وسط البلد في القاهرة.

## أعماله

### أفلام
| - 2001: لحظات حب - قدرات غير عادية:2015- رامز شريف - بالألوان الطبيعية:2009 -د. عزيز كنتاكي عميد الكلية - بوبوس:2009 -ثروت - حسن طيارة:2007 - 1/8 دستة أشرار:2006ضيف شرف - ظاظا:2006 - السفير الأمريكي - ليلة سقوط بغداد:2005 - التاجر الملياردير - زكي شان:2005- خيرت بيه - بحبك وبموت فيك:2005محمد طبيب الولادة - ضيف شرف - إسكندرية - نيويورك:2004 - صايع بحر:2004- المحافظ | - فرح:2004 - فلاح في الكونجرس:2002 - اللحظات التي اختفت:2001 - نقاوه:2001 - كونشرتو في درب سعادة:1998 - المايسترو - مبروك وبلبل:1998 - اليافطة:1998 - عبد الوهاب الضانى - علاقات مشبوهة:1996 -الباشا تجار السلاح - ناصر 56:1996 - قليل من الحب كثير من العنف:1995 - كشف المستور:1994 - الدكتور هشام عبد الله زوج سلوى شاهين | - ونسيت إنى امرأة:1994 - كمال - وزير في الجبس:1993 - دموع صاحبة الجلالة:1992 -شهدي باشا رئيس الديوان - كريستال:1992 - صديق ندى - احذروا هذه المرأة:1991 - رسمي بيه - سمع هس:1991 - غندور المطرب - الحب والرعب:1991 - كاظم الرجل المغدور - يا مهلبية يا:1991 - لن اعيش في حلمك:1990 - عندما يتكلم الصمت:1988- طبيب عماد - لحظات حب - 2001: اللحظات التي اختفت |

### مسلسلات
مسلسل أنا وانت وبابا في المشمش|-
سنة١٩٨٦||
- قلبي معي:2017- ضيف شرف
- دكتور أمراض نسا:2014
- العراف:2013- وحيد باشا وفائي
- الخواجة عبد القادر:2012
- الخفافيش:2012
- مشرفة رجل لهذا الزمان:2011 - د. بانجام
- وادي الملوك:2011
- اغتيال شمس:2010
- الجماعة:2010- سري باشا
- مملكة الجبل:2010
- الهاربة (ج1):2008
- جدار القلب:2008
- علي مبارك:2008- سليمان باشا الفرنساوي
- خليها على الله:2007
- التخطيط الحلزوني:2007
- نقطة نظام:2007
- الملك فاروق:2007- الملك فؤاد
- المخبر الخاص:2007

||
- سفير النوايا الحسنة:2007
- أولاد الليل:2007
- سكة اللي يروح:2007
- المصراوية (ج1):2007- برنس يلمظ
- حاسبوا منه:2007
- ولم تنس أنها امرأة:2006
- لا أحد ينام في الإسكندرية:2006
- آن الأوان:2006
- المرسى والبحار:2005
- الرقص مع الزهور:2005- الدكتور حافظ جوهر
- الإمام محمد عبده:2005
- القرار الأخير:2004
- ملاعيب شيحة:2004
- أبيض x أبيض:2003
- أدهم و زينات وثلاث بنات:2003
- البنات:2003والد سيف
- قاسم أمين:2002- لورد كرومر
- بلد المحبوب:2002

||
- أميرة في عابدين:2002
- الأصدقاء:2002- مدير مركز أبحاث بمصر
- ضبط وإحضار:2001- د. فوزي والد نيفين
- صراع الأقوياء:2001
- وتاهت بعد العمر الطويل:2001
- حواري وقصور:2001
- أحلام سنابل:2001
- إحنا نروح القسم:2001
- عائلتي:2000
- الصورة:2000
- رائحة الورد:1999
- افتح قلبك:1999
- هوانم جاردن سيتي (ج2):1998- راجي الألفي - ضيف الحلقات
- ضد التيار:1997الدكتور طاهر
- وجار البحث عن شحتة:1997
- القنفد:1997
- الشارع الجديد:1997- ضيف الشرف
- دمي ودموعي وإبتسامتي:1997 - عزيز

||
- الأبطال (ج1):1996قنصل فرنسا
- نقوش من ذهب ونحاس:1996
- سر اللعبة:1996
- إمراة مختلفة (صواريخ حريمي):1996
- صباح الورد:1994
- أحلام العنكبوت:1992
- بوابة الحلواني (ج1 إلي 4):1992، 1994، 1997، 2001- ديليسبس
- العرضحالجي:1992- ضيف شرف
- ألف ليلة وليلة:1991
- رأفت الهجان (ج2):1990
- أنا وانت وبابا في المشمش:1989- السفير نجاتي سيف الدين
- ناس وناس:(ج1، 2) 1989 - عزيز بيه الأليت
- جنة حتحوت
- بعد الرحيل
- قلبي ليس في جيبي
- ناس كده وكده
- الضحايا
- صنايع صنايع

|}مسلسل (أنا وانت وبابا في المشمش
| - Sms: 2010 - الناس بتحب كده:2009 - سندريلا:2006 - دلع الهوانم:1992 - لا مؤاخذه يا منعم:1992 - إنقلاب:1988 - يا أنا يا أنت | - مسلسل إذاعي، من قتل تامر وزه، 2009 - مسلسل إذاعي، برازيل يا هوا، 2008 - سهرة تليفزيونية، زهرة عباد الشمس، 1998 - برنامج، عزب شو، 1998 -القاضى - فوازير، إحنا فين، 1994 - فوازير، أم العريف، 1992 - سهرة تليفزيونية، كيف طارت مني أكسفورد - سهرة تليفزيونية، جلسة على نية |

## ارثه الثقافي
خلال حياته وبعد وفاته ترك الفنان حسن كامي مكتبة تعد من امهات المكتبات في مصر والتي حصل عليها من خلال شرائها من شارل بحري، حيث لاحظ شارل البحري (بعد حصوله على المكتبة عبر شراء مكتبة المستشرق المثقف “فيلدمان التي حملت اسم مكتبة المستشرق التراثية – L’orientaliste bookshop)، لاحظ تواجد شاب بالمكتبة بشكل مستمر ومتردد، وكان ذلك الشاب هو الفنان حسن كامي.
احتوت المكتبة على العديد من التحف الفنية والوثائق المكتوبة. فالمكتبة تضم عددًا كبيرًا من المخطوطات واللوحات والكتب النادرة، معظمها ينتمي إلى القرن التاسع عشر، فعدد الكتب وحدها يتخطى الـ 22 ألف كتاب. ومن تلك الكتب كتاب “تاريخ محمد علي” الذي يتناول تاريخه وفترة حكمة لمصر بالتفصيل، وكتبه Paul Mouriez، ونشره عام 1855، و”تاريخ القدس” المنشور عام 1848، والذي يعد موسوعة تاريخية فريدة، و”وصف مصر” المنشور عام 1922. وتضم المكتبة موسوعات التاريخ الطبيعي في الولايات المتحدة وأمريكا وأوروبا، وكتاب “الجغرافيا القديمة”، ورسومات للفاتيكان، وكتاب “مصر وإسماعيل باشا”، و”الحملات البحرية لمحمد علي وإبراهيم باشا”، بالإضافة إلى مجموعة متميزة من الخرائط، وغيرها من المخطوطات والطوابع النادرة.

## وفاته
توفي حسن كامي عن عمر 82 عامًا، صباح يوم الجمعة 14 ديسمبر 2018. ونقلت مصادر إعلامية أن مرضا ألم بالفنان المذكور يوم الخميس، نقل على إثره إلى إحدى المستشفيات التي توفي بها.